# Benny Regnér
Lars Benny Regnér, född 7 augusti 1943 i Solna församling i Stockholms län, död 28 januari 2001 i Lidingö församling i Stockholms län, var en svensk lärare och IT-pionjär.
Regnér var adjunkt i samhällskunskap och historia  vid gymnasieskolor i bland annat Brandbergen och Haninge men hade samtidigt fackliga förtroendeuppdrag. Resor till USA på 1980-talet väckte hans intresse för IT och han ville ha en mer kontinuerlig dialog med kollegor och elever i andra länder. Efter försök med 1980-talets kommunikationsteknik (bland annat Fidonet och AT&T:s The Learning Circle) kom Regnér omkring 1990 i kontakt med Internet.
Regnérs erfarenhet av IT i skolan knöt honom till Skolverket, Utbildningsdepartementet och IT-kommissionens kansli . Regnér myntade begreppet skoldatanät och var aktiv i uppbyggnaden av de svenska, nordiska och europeiska skoldatanäten. Benny Regnér var också under flera år nationell koordinator för EU-kommissionens IT-projektet Netd@ys.
Regnér stod, tillsammans med bland andra Greg FitzPatrick och Johan Groth, bakom ett flertal IT-projekt vars mål var att visa hur Internet kunde förändra och förnya skolan. Några exempel är Musiknet (musik, media och Internet), IKON (bildkonst och Internet), Rågsvedsprojektet (bredbandskommunikation mellan skolan, hemmen och lokala näringslivet), PS (barn berättar om sig själva på Internet och i TV), Desk (entreprenörskap i skolan), MIT (miljö och IT, gymnasieelever läser på KTH), Computers and environmental education in Haapsalu (uppbyggnad av ett IT-center i Estlands gamla svenskbygder i kombination med lärarutbyte inom områdena miljö och IT) samt Homo Sapiens 2.0 (ett samarbetsprojekt mellan Österrike och Sverige där gymnasieelever skapar en webbsänd radioserie om hur Internet har påverkat livet för deras generation).
I slutet av 1990-talet drog Regnér, tillsammans med Greg FitzPatrick och Pär Lannerö, i gång projektet SKiCal, det svenska kalenderinitiativet, inom vilket de bidrog till IETF:s standardisering av filformatet iCalendar för kalenderbaserad information .
Regnér var en ofta anlitad föredragshållare. Han skrev också om IT:s roll i skolan, bland annat Internet kommer till skolan, Skoldatanätet i Sverige: hur kan det realiseras? och IT-stöd i undervisningen: en röd tråd och två goda exempel.

## Utmärkelser
År 1998 nominerade Sun Microsystems, genom Scott McNealy, Regnér som en av de drivande bakom det svenska skoldatanätet, till utmärkelsen "Computerworld Honors" (tidigare "the Computerworld Smithsonian Awards").